# باربرا فراي (ممثلة)
باربرا فراي (بالألمانية: Barbara Frey)‏ هي ممثلة ألمانية، ولدت في 17 نوفمبر 1941 ببرلين في ألمانيا.

## وصلات خارجية
- بربارة فراي على موقع IMDb (الإنجليزية)
- بربارة فراي على موقع أول موفي (الإنجليزية)
- بربارة فراي على موقع قاعدة بيانات الفيلم (الإنجليزية)
- بربارة فراي على موقع كينوبويسك (الروسية)